# Peugeot 203
Peugeot 203 – samochód osobowy produkowany przez francuską firmę Peugeot w latach 1948–1960.
Model 203 to pierwszy samochód Peugeota wyprodukowany po II wojnie światowej. Przez cały okres produkcji fabrykę opuściło ponad 500 000 samochodów. Był to jedyny samochód produkowany przez firmę Peugeot w latach 1949-1954.
Model 203 stał się ogromnym hitem we Francji: praktyczność, niskie koszty eksploatacji oraz wysoka niezawodność przysporzyła modelowi 203 wielu zwolenników wśród kierowców. Dzięki tym zaletom uruchomiono eksport Peugeota 203 do Niemiec.

## Kapsztad - Paryż
Była to trasa pokonana przez Andre Mercier oraz de Cortanze w 1953 roku samochodem Peugeot 203, liczyła ona 15 000 km długości; została ona pokonana w rekordowym czasie 17 dni. Rajd ten ukazał również inne zalety samochodu, model 203 po pełnym zatankowaniu baku przejechał 900 km, włączając w to trasę terenową.
W 2003 (50-lecie) roku dla upamiętnienia tego heroicznego czynu Didier Pjolet oraz Leigh Wootton przejechali tę trasę w czasie nieco poniżej miesiąca. Trasę przebyli swoimi prywatnymi Peugeotami 203 wraz z pilotami oraz ekipą filmową.

## 2006 Redex Rerun
23 kwietnia 2006 w Sydney, około tuzina Peugeotów 203 (wraz z innymi samochodami Peugeot – 204, 403, 404) wzięło udział w Peugeot 2006 Round Australia Rerun. Wydarzenie to zostało zorganizowane przez Grahama Wallisa z Peugeot Car Club of Victoria dla uczczenia pięćdziesiątej rocznicy 1956 Ampol Round Australia Trial w której zwyciężył Wilf Murrell oraz Allan Taylor w samochodzie Peugeot 403 sedan po pokonaniu 12 000 mil australijskich dróg.
W 2003, Graham Wallis dla uczczenia 50. rocznicy 1953 Redex Round Australia Trial zorganizował 50th Anniversary Rerun w którym udział wzięło jedenaście Peugeotów 203. Rajd ukończyły wszystkie Peugeoty 203.

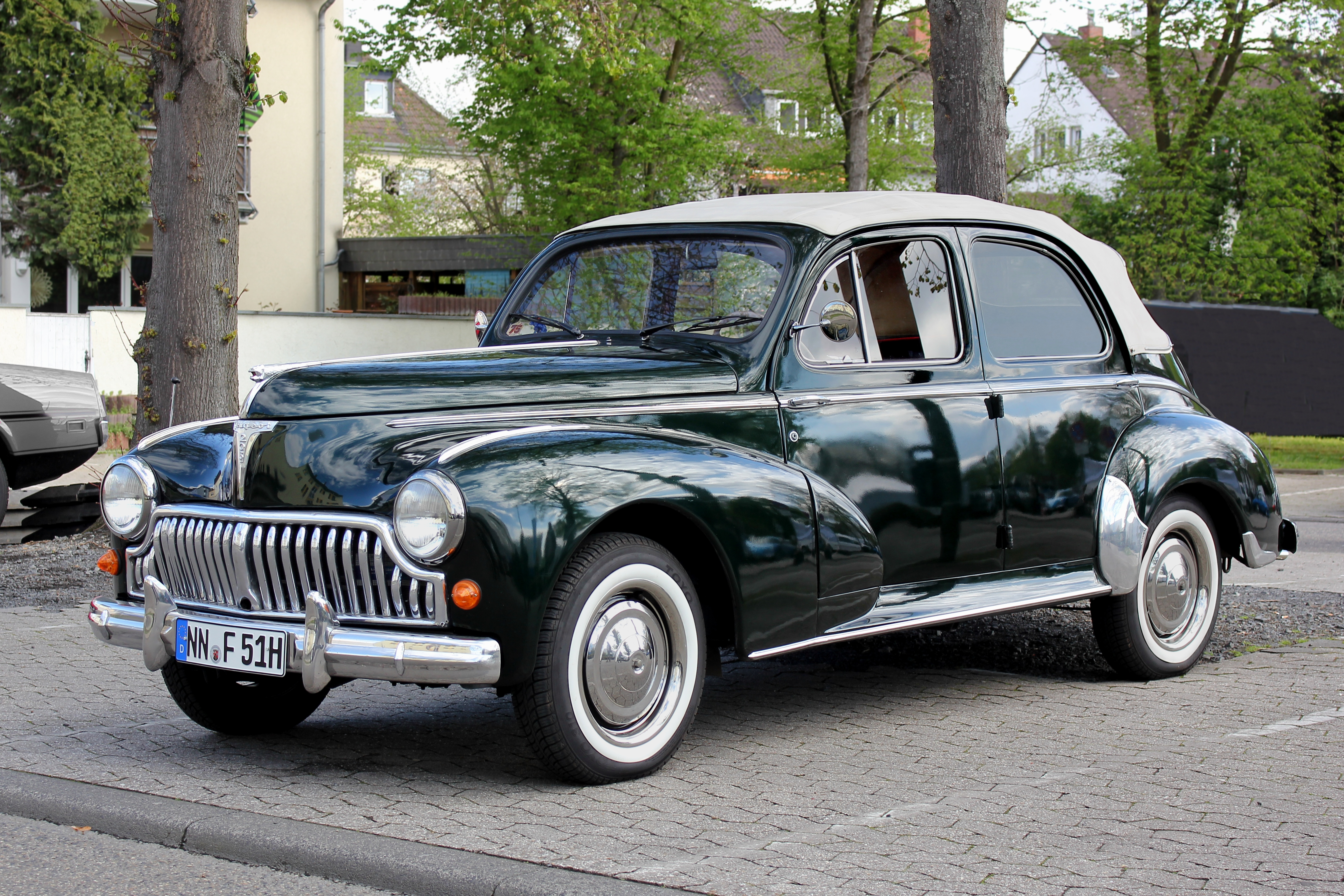
Peugeot 203 Cabriocoach
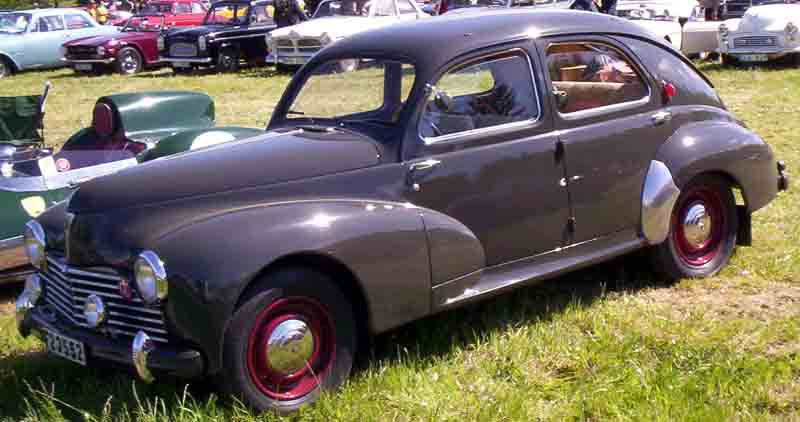
Peugeot 203 4-Door Berline
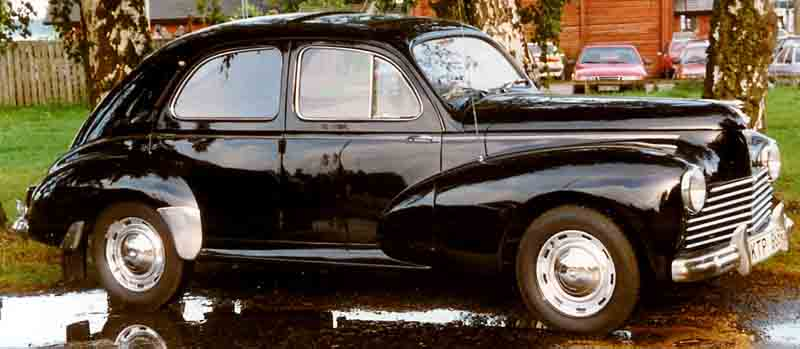
Peugeot 203 C 4-Door Berline 1956
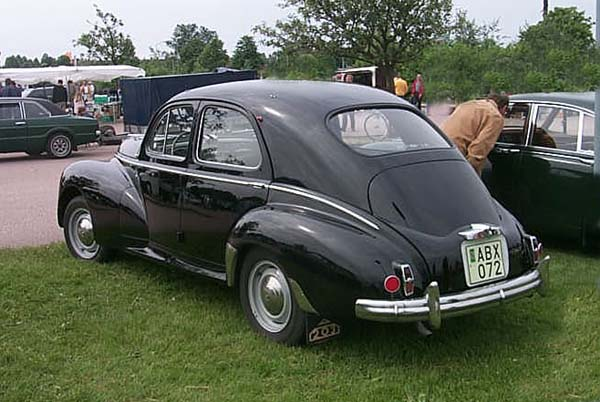
Peugeot 203